# The Wedding Singer
The Wedding Singer (titulada en  Hispanoamérica como La mejor de mis bodas y  en España como El chico ideal o El cantante de bodas) es una película cómica estadounidense estrenada en 1998. Fue dirigida por Frank Coraci y protagonizada por Adam Sandler y Drew Barrymore. En este filme se basa el musical de Broadway del mismo nombre estrenado en 2006.
La película fue notable por ser la primera comedia romántica de Sandler, y por ser la primera colaboración entre Barrymore y el actor. Posteriormente aparecerían en 50 First Dates en 2004 y en Blended en 2014.

## Argumento
Robbie (Adam Sandler) trabaja como cantante en banquetes de boda, y está a punto de casarse. Ese día tiene que trabajar como camarera Julia (Drew Barrymore), una joven que también está a punto de casarse y en cuya boda actuará Robbie. Pero a Robbie le dejará plantado su novia en el altar. Esto lo deprime y arruina una fiesta por culpa de su depresión. Julia al ver esto siente lástima por él e iniciará una amistad con Julia, ayudándola a preparar su boda para olvidar el mal trago, y poco a poco enamorándose de ella, además dándose cuenta de que su prometido Glenn, un hombre rico, es en realidad un mujeriego infiel. Por eso hará todo lo posible para que Julia salga de las garras de Glenn y conquistarla.

## Reparto
- Adam Sandler ... Robbie
- Drew Barrymore ...  Julia
- Christine Taylor ...  Holly
- Allen Covert ...  Sammy
- Matthew Glave ...  Glenn
- Ellen Albertini Dow ...  Rosie
- Angela Featherstone ...  Linda
- Alexis Arquette ...  George
- Christina Pickles ...  Angie
- Jodi Thelen ...  Kate
- Frank Sivero ...  Andy
- Patrick McTavish ...  Tyler
- Gemini Barnett ...  Petey
- Billy Idol ...  Billy Idol
- Kevin Nealon ...  Mr. Simms
- Steven Brill ...  Glenn's Buddy
- Mark Beltzman ...  Vegas Air Ticket Agent
- Shanna Moakler ...  Flight Attendant
- Maree Cheatham ...  Nice Lady on Plane
- Al Burke ...  Large Billy Idol Fan
- Steve Buscemi ...  David "Dave" Veltri
- Priscilla Cory ...  Pretty Brunette Hostess
- Jon Lovitz ...  Jimmie Moore

## Recepción
La película en general fue bien recibida por la crítica. En Rotten Tomatoes cuenta con una aprobación del 68% basada en 63 reseñas, con un índice de audiencia promedio de 6.2 sobre 10. El consenso indica: "Es decididamente desigual - y sorprendentemente sentimental para tratarse de una de las primeras comedias de Adam Sandler - pero The Wedding Singer también es dulce, divertida y cautivadora. En Metacritic tiene un puntaje de 59 sobre 100 basado en 21 reseñas.

## Trivia
- En un punto, Robbie le dice a Linda "Quitate mi camiseta de Van Halen antes de que caiga una maldición sobre ellos y se separen". Aunque la banda de hecho no se separó, su vocalista David Lee Roth dejó Van Halen en 1985, el año en el que está ambientado el filme.

- El personaje de George es una parodia de Boy George.

- La película toma lugar en el pueblo de Ridgefiel, el cual es presuntamente ficticio, sin embargo, podría ser el pueblo de Ridgefield, Connecticut, o Ridgefield, Nueva Jersey ya que el personaje de Glenn "trabaja en la ciudad" la cual podría ser Nueva York en ese caso.

- En el episodio de Los Simpson titulado "Mata al cocodrilo y huye", Homero hace referencia a esta película con su línea "Rapea abuelita!", aunque también podría ser una referencia al personaje regular del programa de Howard Stern, "Rapping Granny".

- En la escena en donde Robbie es plantado en el altar, es tocada una versión de guitarra de "Don't Stop Believin'" de Journey. Al final cuando Robbie y Julia se casan, "True" de Spandau Ballet es cantada por el padrino ebrio de la primera boda, personaje de Steve Buscemi, quien es ahora el líder de la banda de bodas.

- La escena en donde Robbie y Julia se casan con la canción "True" de Spandau Ballet es casi copiada del episodio de Los Simpson, "Un Milhouse Dividido". Marge y Homero se re-casan en este episodio mientras una banda toca esta misma canción. El episodio de Los Simpson se emitió casi dos años antes.

- La dueña del estudio de fotografía, que piensa que Robbie y Julia son una pareja, menciona que están hechos el uno para el otro como Woody Allen y Mia Farrow, Donald Trump e Ivana Trump, y Burt Reynolds y Loni Anderson. Mientras estuvieron casados en los '80, todas estas parejas se divorciaron en los años 1990 (Allen y Farrow de hecho nunca estuvieron casados).

- La banda canadiense Boys Night Out tienen una canción llamada "I Got Punched In the Nose For Sticking My Face In Other People's Business", basada en la frase dicha por el personaje de Glen Gulia.

- Ambientada en 1985, el film presenta prominentemente un estilo musical New Wave, así como otros de esa época.

- En el año 2000, los lectores de la revista Total Film votaron a este filme como la mejor película cómica N° 43 de todos los tiempos.

- Las dos estrellas del filme, Adam Sandler y Drew Barrymore, se reunieron nuevamente en la comedia romántica de 2004 50 First Dates y en Luna de Miel en Familia.

- Este filme es el número 7 de las "100 películas más divertidas" de Bravo.

- El DeLorean usado en esta película no tiene el logo DMC al frente de la grilla.

- Steve Buscemi y Jon Lovitz no están acreditados por sus roles como el padrino en la primera boda y Jimmie Moore, respectivamente.

- La actriz de telenovelas Maree Cheatham, bien conocida por interpretar a una monja en Days of our Lives, interpretó a la pasajera que le pregunta a Billy Idol qué era el "mile high club".

- Allen Covert, quien interpreta a Sammy el conductor de limosina, se vistió como Michael Jackson cuando estaba en "Thriller," a lo que Adam Sandler dice, "Y quitate ese guante, pareces loco".

- El filme toma lugar en 1985, y Glenn y Julia planean casarse el 5 de agosto, así que se habrían casado el 8-5-85.

- Aunque el interior del avión que aparece en la película dice Vegas Air, el avión tiene en su cola el logo de Canadian Airlines.

- En una escena, cuando Sammy está entrenando para recoger a los "novios", Robbie le dice a Sammy que se parece a Fonzie.